# Thổ lâu

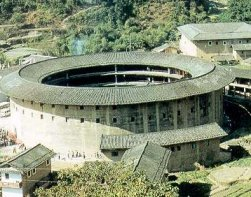
Thổ lâu ở Vĩnh Định.

Thổ lâu (giản thể: 土楼; phồn thể: 土樓; bính âm: tǔlóu), là một kiểu nhà ở truyền thống ở tỉnh Phúc Kiến, miền nam Trung Quốc. Thổ lâu thường được xây hình tròn, bao quanh nơi thờ cúng ở chính giữa. Nhiều hộ gia đình sống cùng nhau trong một thổ lâu.
Mặc dù hầu hết thổ lâu được xây dựng từ đất, khái niệm "thổ lâu" được sử dụng làm tên gọi cho một kiểu công trình chứ không phải cho một kiểu xây dựng. Một số công trình được làm từ đá granite hoặc có tường chịu lực bằng gạch nung. Hầu hết thổ lâu cỡ lớn ngày nay không chỉ được làm từ đất mà từ một loại hỗn hợp của đất, cát và vôi có tên gọi sanhetu.
Thổ lâu Phúc Kiến, được UNESCO công nhận là Di sản thế giới năm 2008, là một kiểu thổ lâu đặc biệt với hình dáng độc đáo, kích thước lớn và cấu trúc tinh tế. Có hơn 20.000 thổ lâu ở miền nam Phúc Kiến. Khoảng 3.000 công trình trong số đó là Thổ lâu Phúc Kiến.